# Font d'en Bril
La font d'en Bril o font de la Vila és una font de mina o qanat d'origen andalusí situat al municipi d'Artà, Mallorca. És una font que ja apareix al Llibre del Repartiment de Mallorca (1232) ubicada a l'alqueria Ayn Alhagem (font de l'Estranger).
El qanat té una longitud d'uns 100 m amb vuit pous d'aireig. No té un pou mare diferenciat, sinó que tots són ben estrets i sense coll. La sortida de la mina tan sols és un petit albelló de forma que se fa molt mal de veure. Després de sortir segueix per una trinxera que queda tancada per una paret quan arriba al torrent i altra vegada just un petit forat a la part inferior permet passar a l'aigua. Des de la font l'aigua arribava fins a un gran safareig i des d'aquest es regaven els horts. Existeixen nombroses restes d'una canal antiga en direcció a la vila d'Artà, situada a uns 2 km, que travessa el torrent d'Es Revolts per l'impressionant Pont d'en Vell però se perd poc després. Estaria datada entre el segle xv i 1789.